# Глазово (Курская область)
Глазово — село в Конышёвском районе Курской области России. Входит в состав Малогородьковского сельсовета.

## География
Село находится в северо-западной части Курской области, в пределах Среднерусской возвышенности, в лесостепной зоне, на левом берегу реки Вабли, при автодороге 38Н-136, на расстоянии примерно 12 километров (по прямой) к северо-востоку от Конышёвки, административного центра района. Абсолютная высота — 170 метров над уровнем моря.

### Климат
Климат характеризуется как умеренно континентальный, с тёплым летом и умеренно холодной зимой. Среднегодовая температура воздуха — 5,1 °C. Абсолютный минимум температуры воздуха самого холодного месяца (января) составляет −37 °C; абсолютный максимум самого тёплого месяца (июля) — 35 °C. Среднегодовое количество атмосферных осадков составляет 582 мм, из которых 460 мм выпадает в тёплый период.
| Показатель                                                                      | Янв. | Фев. | Март | Апр. | Май  | Июнь | Июль | Авг. | Сен. | Окт. | Нояб. | Дек. | Год  |
| ------------------------------------------------------------------------------- | ---- | ---- | ---- | ---- | ---- | ---- | ---- | ---- | ---- | ---- | ----- | ---- | ---- |
| Средний суточный максимум, °C                                                   | −4,2 | −3,2 | 2,5  | 12,7 | 19   | 22,3 | 24,9 | 24,1 | 17,8 | 10,3 | 3,3   | −1,3 | 10,7 |
| Средняя температура, °C                                                         | −6,2 | −5,7 | −1   | 7,9  | 14,4 | 18   | 20,6 | 19,6 | 13,7 | 7,1  | 1,1   | −3,2 | 7,2  |
| Средний суточный минимум, °C                                                    | −8,6 | −8,7 | −5   | 2,5  | 8,9  | 12,7 | 15,6 | 14,6 | 9,5  | 3,8  | −1,2  | −5,3 | 3,2  |
| Норма осадков, мм                                                               | 51   | 45   | 47   | 51   | 62   | 72   | 78   | 56   | 59   | 58   | 48    | 50   | 677  |
| Источник: Погода по месяцам c ru.climate-data.org(дата обращения: Октябрь 2021) |      |      |      |      |      |      |      |      |      |      |       |      |      |

### Часовой пояс
Село Глазово, как и вся Курская область, находится в часовой зоне МСК (московское время). Смещение применяемого времени относительно UTC составляет +3:00.

## Население
| 2002 | 2010 |
| ---- | ---- |
| 170  | ↘133 |

### Половой состав
По данным Всероссийской переписи населения 2010 года в половой структуре населения мужчины составляли 45,9 %, женщины — соответственно 54,1 %.

### Национальный состав
Согласно результатам переписи 2002 года, в национальной структуре населения русские составляли 99 %.

## Инфраструктура
Личное подсобное хозяйство.ФАП.Глазовская СОШ.В селе 66 домов.

## Достопримечательности
Братская могила
Успенская церковь